# Ratina d'la Rousserie
Ratina d'la Rousserie (née le 1er mars 2005) est une jument baie du stud-book du Selle français, montée en saut d'obstacles par la cavalière normande Pénélope Leprévost. C'est une fille de l'étalon Quaprice Bois Margot.

## Histoire

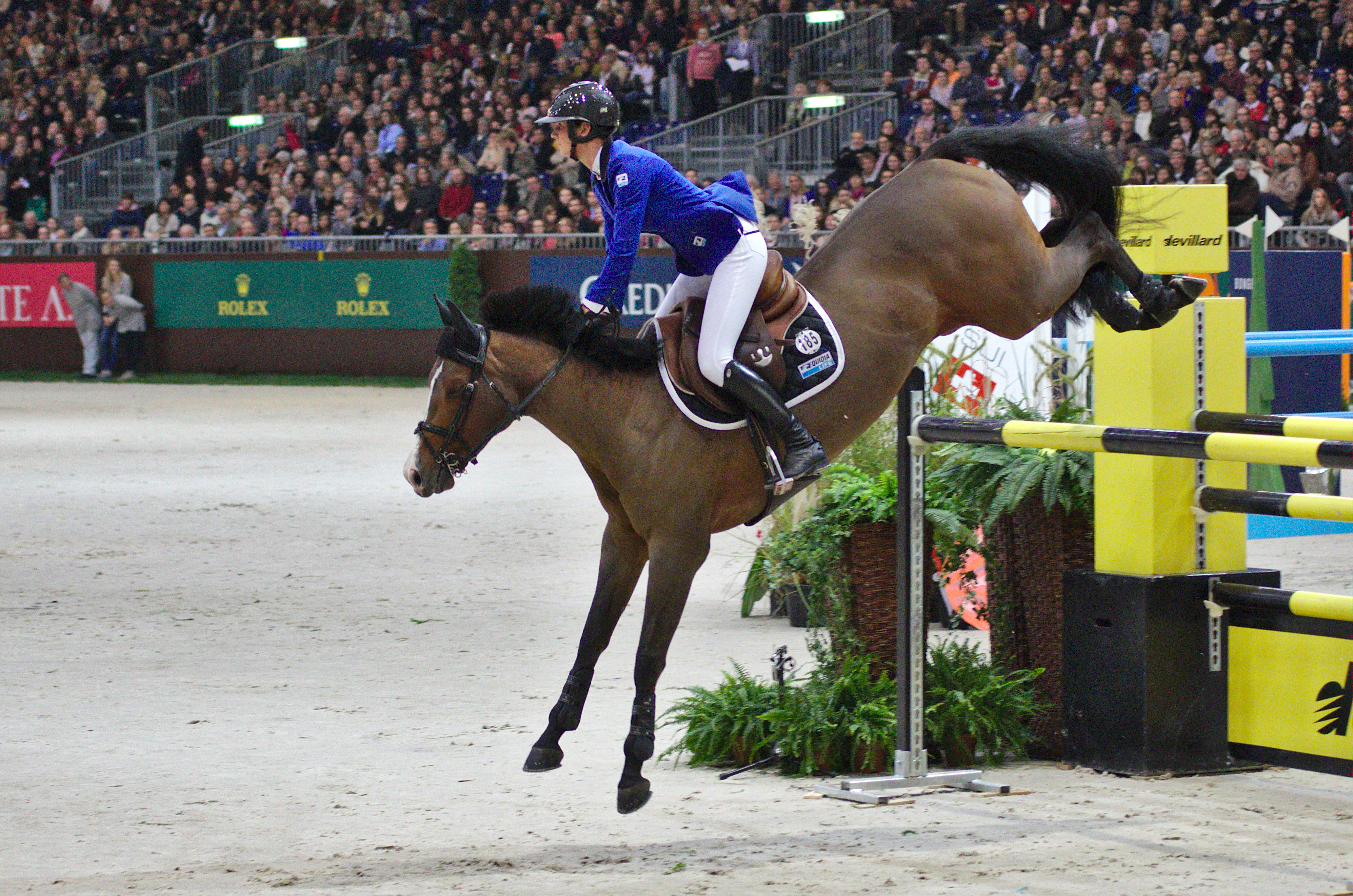
Ratina d'la Rousserie montée par Pénélope Leprévost pendant le Concours hippique international de Genève en 2014.

Elle naît le 1er mars 2005 à l'élevage d'la Rousserie, géré par M. Michel Roger, à Ravenoville dans la Manche, en Normandie (France),,. L'éleveur a acheté la jument poulinière Hermine de Brekka âgée de 8 ans, pleine de Quaprice Bois Margot, à Pierre le Boulanger. La jument pouline plus tôt que prévu sur le calendrier, le premier jour du mois de mars, et Ratina naît ainsi sur la neige : Michel Roger la trouve après une absence d'une demi-heure, se promenant sur la neige. Il lui reconnaît immédiatement de grandes qualités d'intelligence.
Son propriétaire et naisseur l'amène au débourrage à l'âge de 2 ans, car elle est sensible et a beaucoup de sang. L'opération prend un peu de temps en raison de son caractère délicat. Ratina est ensuite récupérée par son éleveur pour une année comme poulinière. Ce premier poulinage se déroule mal, Ratina n'acceptant pas son poulain (par L'Arc de Triomphe) qui doit être nourri au biberon. C'est pourquoi elle retourne ensuite en formation à l'obstacle.
Travaillée de son débourrage jusqu'à ses 7 ans par Stéphane Dufour, elle montre une bonne aptitude lors du saut en liberté, puis débute en concours jeunes chevaux à 5 ans. Elle se qualifie pour la finale française des jeunes chevaux d'obstacle de 6 ans, après avoir suivi toute la saison. Elle réitère cette bonne performance l'année de ses 7 ans, terminant 8e du championnat de sa classe d'âge.
À la suite d'un échange de propriété, Ratina est placée par son éleveur en dépôt-vente chez Guillaume Foutrier.

## Description

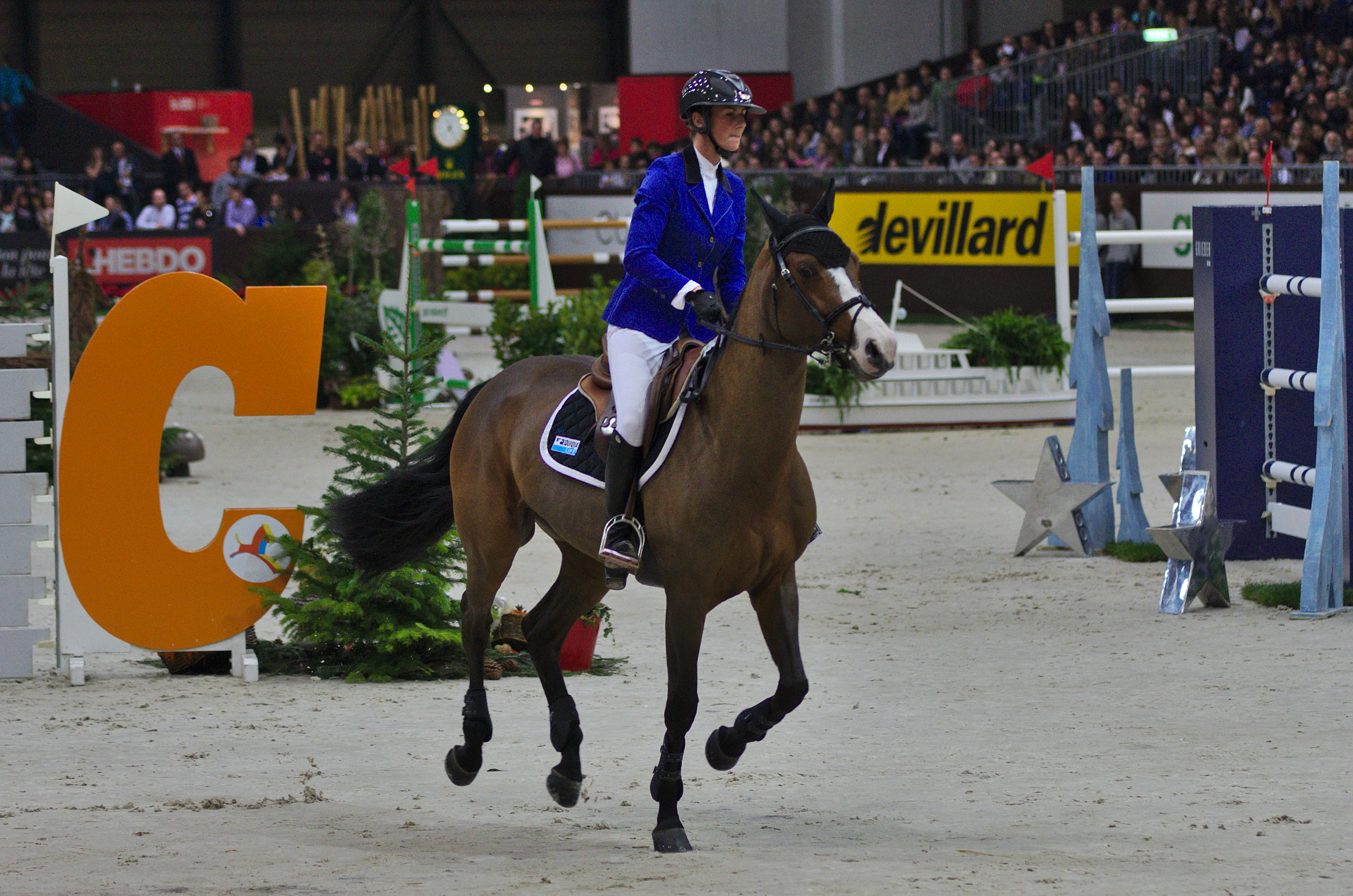
Ratina d'la Rousserie montée par Pénélope Leprévost pendant le Concours hippique international de Genève en 2014.

Ratina d'la Rousserie est une jument de robe baie, inscrite au stud-book du Selle français. Elle est d'assez petite taille pour un cheval d'obstacle. Très sensible, elle montre beaucoup de sang.

## Palmarès
Ratina d'la Rousserie atteint un indice de saut d'obstacles (ISO) de 168 en 2015.

## Origines
Ratina d'la Rousserie est une fille de l'étalon Holsteiner Quaprice Bois Margot et de la jument Selle français Hermine de Brekka, par Apache d'Adriers. C'est donc un Selle français de croisement (section B), ses origines étant partiellement allemandes. Elle compte 51 % d'origines Pur-sang, 36 % de Selle français et demi-sang, et 8 % d'origines Holsteiner.